# 셔피로의 부등식
셔피로의 부등식(Shapiro inequality, -不等式)은 1954년 미국 수학자 해럴드 시모어 셔피로(Harold Seymour Shapiro)가 발표한 부등식이다. 이 부등식은 네스빗의 부등식을 직접적으로 확장한 결과이다.

## 공식화
임의의 n개 양수 {\displaystyle x_{1},x_{2},...,x_{n}} 에 대하여, 만약 n이 12 이하의 짝수이거나 23 이하의 홀수라면, 다음이 성립한다.
- {\displaystyle {\frac {n}{2}}\leq \sum _{i=1}^{n}{\frac {x_{i}}{x_{i+1}+x_{i+2}}}.} (여기서 {\displaystyle x_{n+1}=x_{1},x_{n+2}=x_{2}} 로 취급)

이상에 따르면, n이 1과 2일 때는 자명하고, 3일 때는 네즈빗의 부등식이 된다. 또 이상에서 언급한 n의 상한을 넘어가면 더 이상 위의 꼴로 된 부등식은 일반적으로 성립하지 않게 된다. 큰 n의 값에 대해 강부등식이 성립하는 하한은 {\displaystyle {\frac {n}{2}}} 보다 좀 더 작은 {\displaystyle \gamma {\frac {n}{2}}} 이 된다.({\displaystyle \gamma \approx 0.9891} )

## 참고 문헌
- A. M. Fink, "Shapiro's Inequality", Recent Progress in Inequalities, Gradimir V. Milovanovic ed., Kluwer Academic Publishers, 1998